# Сельское поселение Непецинское
Сельское поселение Непецинское — упразднённое муниципальное образование со статусом сельского поселения в Коломенском муниципальном районе Московской области.
Административный центр — село Непецино.
Упразднено вместе со всеми другими поселениями бывшего Коломенского муниципального района с 21 апреля 2017 года.

## География
Муниципальное образование расположено в северо-западной части района. На востоке граничит с сельским поселением Радужным, на юге — с сельским поселением Проводниковским, на западе — с сельским поселением Аксиньинским Ступинского района, на севере — с сельским поселением Фединским Воскресенского района. Площадь территории сельского поселения составляет 11 243 га.

## Население
| 2006  | 2007  | 2008  | 2009  | 2010  | 2011  | 2012  | 2013  |
| ----- | ----- | ----- | ----- | ----- | ----- | ----- | ----- |
| 5986  | ↗6088 | ↗6129 | ↗6146 | ↘5674 | ↗5919 | →5919 | ↘5880 |
| 2014  | 2015  | 2016  | 2017  |       |       |       |       |
| ↘5855 | ↘5803 | ↘5605 | ↘5580 |       |       |       |       |

## Состав сельского поселения
В состав сельского поселения входило 19 населённых пунктов:
1. село Непецино;
2. деревня Андреевка;
3. деревня Борисово;
4. посёлок Возрождение;
5. деревня Горностаево;
6. деревня Городище-Юшково;
7. деревня Куземкино;
8. деревня Лыково;
9. деревня Настасьино;
10. деревня Новое;
11. посёлок Осёнка;
12. посёлок Индустрия;
13. посёлок станции Непецино;
14. село Пруссы;
15. деревня Речки;
16. деревня Санино;
17. деревня Семёновское;
18. село Шеметово;
19. село Шкинь.

Постановлением Правительства Российской Федерации от 25 января 1999 года посёлок рыбхоза «Осенка» переименован в посёлок Осенка.